# 勧弘堂薬品
勧弘堂薬品株式会社（かんこうどうやくひん）は、徳島県徳島市昭和町に本社を置いていた医療用医薬品、動物用医薬品、一般医薬品、検査試薬、医療機器・用具等の卸販売する企業。
現在はアルフレッサグループの一社「四国アルフレッサ」である。

## 概要
- 本社：〒770-0942 徳島県徳島市昭和町5
- 設立：1968年（昭和43年）7月
- 資本金：2,300万円
- 代表取締役社長：岡内弘三

## 沿史
- 1933年（昭和8年） - 香川県の岡内勧弘堂が徳島県美馬郡や三好郡に配置売薬を始める。
- 1934年（昭和9年） - 香川県の岡内勧弘堂が徳島県板野郡に配置売薬を始める。
- 1935年（昭和10年） - 香川県の岡内勧弘堂が徳島市に配置売薬を始める。
- 1942年（昭和17年）3月 - 岡内勧弘堂徳島出張所を開設。
- 1948年（昭和23年） - 岡内勧弘堂徳島支店に昇格。
- 1960年（昭和35年）10月 - 三好郡池田町に連絡開所。
- 1962年（昭和37年）11月 - 海部郡牟岐町に連絡所開所。
- 1958年（昭和43年）7月 - 勧弘堂薬品株式会社を設立(岡内勧弘堂が岡内勧弘堂徳島支店と株式会社竹重勧弘堂の業務を引き継ぐ)。
- 1971年（昭和46年）4月 - セトヤ薬品と勧弘堂薬品が合併して「弘和薬品株式会社」を設立。

## 営業所
徳島県
- 徳島市
- 三好郡
- 海部郡